# Martin Hansen (calciatore)
Martin Hansen (Glostrup, 15 giugno 1990) è un calciatore danese, portiere dell'Odense.

## Carriera

### Club
L'11 agosto 2015 ha siglato la rete del definitivo 2-2, con un colpo di tacco nei minuti finali dell'incontro contro il PSV.

### Nazionale
Ha giocato numerose partite con le varie nazionali giovanili danesi.

## Palmarès

### Club

#### Competizioni giovanili
- FA Youth Cup: 1

Liverpool: 2006-2007

#### Competizioni nazionali
- Coppa Svizzera: 1

Basilea: 2018-2019
- 1. Division: 1

Odense: 2024-2025